# Eltern family

Logo 2011

Eltern family war ein deutschsprachiges Familienmagazin, das von 1996 bis 2023 monatlich im Hamburger Verlag Gruner + Jahr erschien. Die Zeitschrift erschien ab April 1996 als Eltern for Family, seit Anfang 2006 firmierte sie unter dem neuen Namen Eltern family. Die letzte Ausgabe erschien im Juni 2023.
Eltern family verstand sich im Gegensatz zu der Zeitschrift Eltern nicht als reine Erziehungs-Zeitschrift, sondern als Magazin für die gesamte Familie mit Kindern zwischen 5 und 15 Jahren, wobei Berichte von Eltern für Eltern im Mittelpunkt standen.

## Rüge des Presserats
2007 rügte der Deutsche Presserat das Magazin wegen Verstoßes gegen den Pressekodex in einer Sonderausgabe ihrer Beilage „Quix!“ Darin waren Anzeigen erschienen, die nicht als solche kenntlich waren. Der Presserat wertete dieses als Verstoß gegen das Gebot der Trennung zwischen redaktionellem Teil und Anzeigen.